# Dactylopsila
Dactylopsila là một chi động vật có vú trong họ Petauridae, bộ Hai răng cửa. Chi này được Gray miêu tả năm 1858. Loài điển hình của chi này là Dactylopsila trivirgata Gray, 1858.

## Hình ảnh

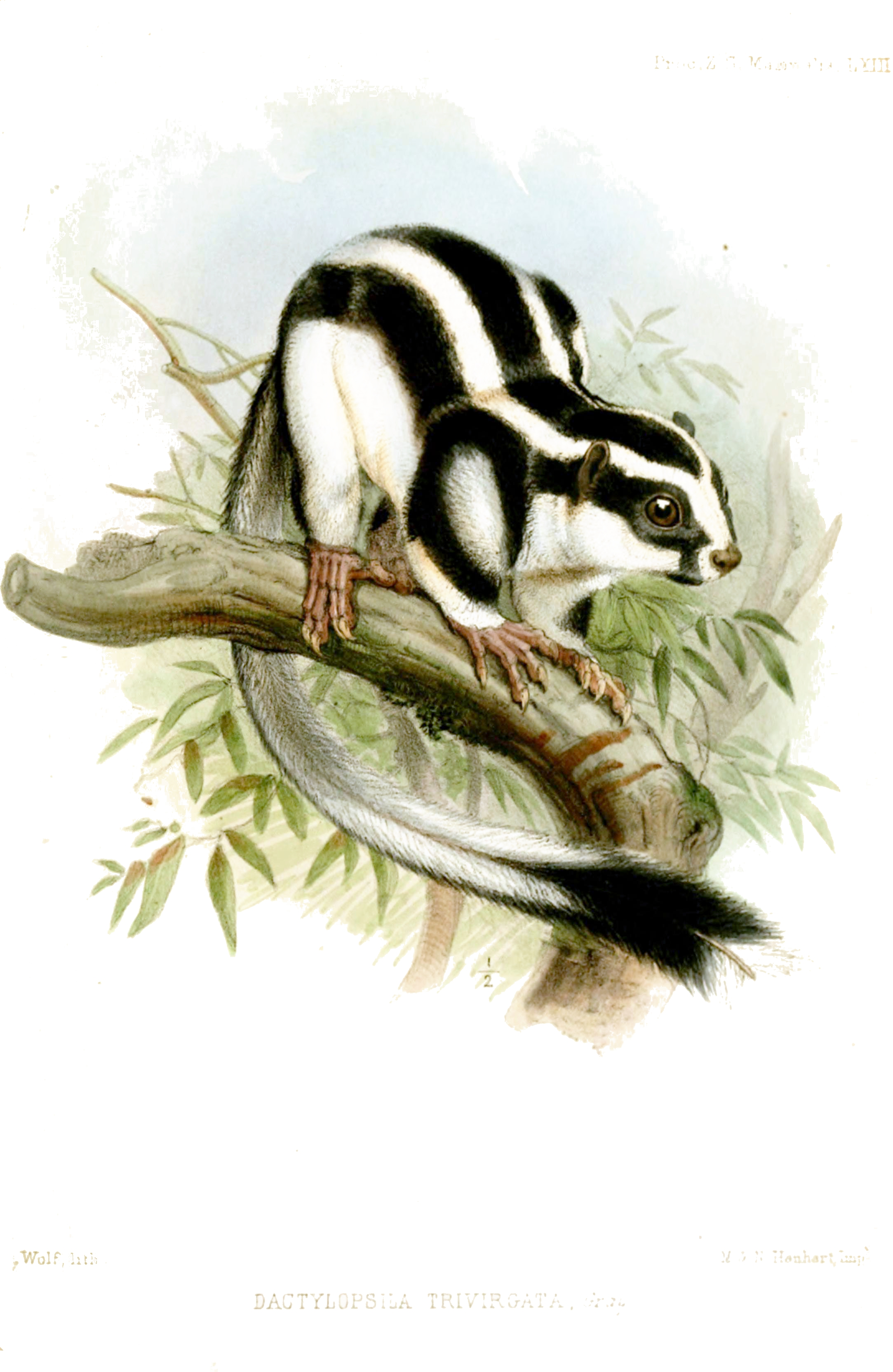
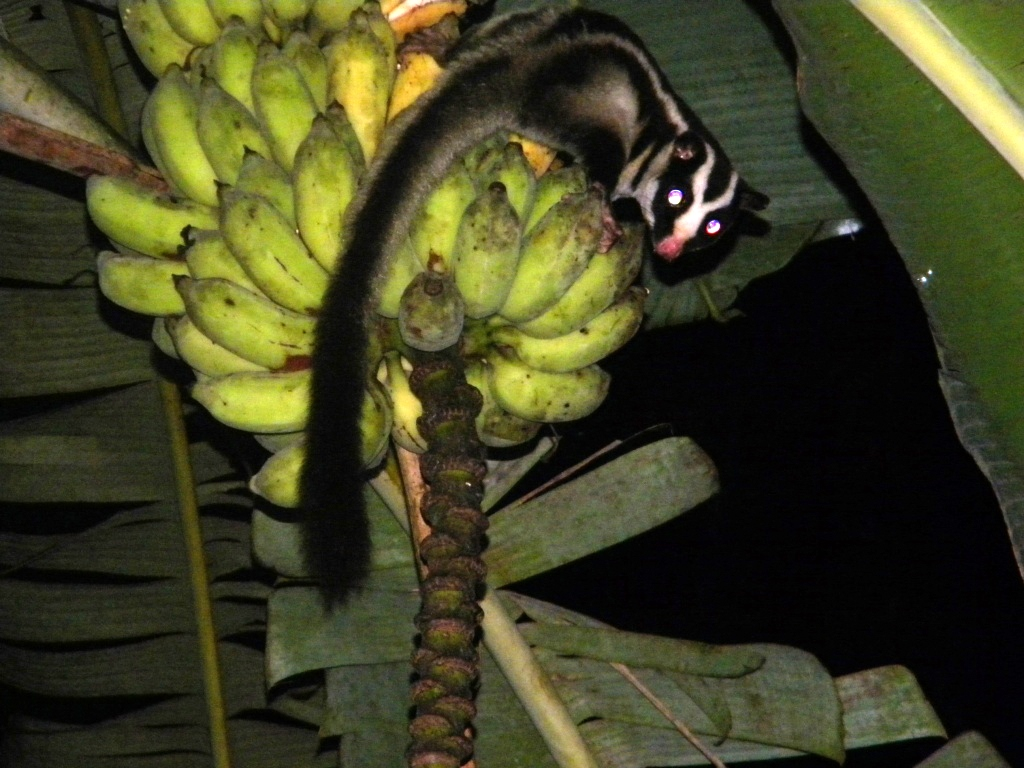

## Các loài
Chi này gồm các loài: